# Granulosoma
Granulosoma is een geslacht van hooiwagens uit de familie Sclerosomatidae.
De wetenschappelijke naam Granulosoma is voor het eerst geldig gepubliceerd door Martens in 1973. 

## Soorten
Granulosoma is monotypisch en omvat slechts de volgende soort:
- Granulosoma umidulum